# Mount Munson
Mount Munson ist ein 2800 m hoher Berg in der antarktischen Ross Dependency. Er ragt 5 km nordwestlich des Gipfels des Mount Wade in den Prince Olav Mountains auf.
Der US-amerikanische Polarforscher Richard Evelyn Byrd entdeckte ihn im November 1929 bei einem Flug über das Königin-Maud-Gebirge. Das Advisory Committee on Antarctic Names benannte ihn 1962 nach Captain William Harvey Munson von der United States Navy, befehlshabender Offizier der Flugstaffel VX-6 zwischen 1959 und 1961.